# 谢尔盖·基里亚科夫
谢尔盖·维亚切斯拉沃维奇·基里亚科夫（俄语：Сергей Вячеславович Кирьяков，羅馬化：Sergei Vyacheslavovich Kiriakov，1970年1月1日—)，已经退役的俄罗斯足球运动员，司职前鋒，曾经效力于中国足球俱乐部云南红塔和山东鲁能泰山。

## 球员生涯

### 中国联赛
2001年，基里亚科夫来到中国，加盟甲A联赛云南红塔队。这个赛季，他在甲A联赛和足协杯中一共打入13球。2002年甲A联赛，他打入5粒进球。
2003年初，由于合同纠纷，中国足协禁止山东鲁能泰山注册法国外援尼古拉斯·韦德克。甲A联赛开幕之后，山东鲁能只好引进谢尔盖·基里亚科夫作为代替，签下一份仅有四个月的合同。7月31日合同终止后，山东鲁能与基里亚科夫续约至赛季结束。整个赛季，基里亚科夫在甲A联赛中为山东鲁能打进8粒进球。2003年底，基里亚科夫在山东鲁能结束了自己的球员生涯。在中国踢球的三年间，他共计出场67次，打入26球。

### 国家队
1988年，基里亚科夫曾代表苏联队夺得歐洲U-19足球錦標賽冠军。1990年，他又帮助苏联队夺得了歐洲U-21足球錦標賽冠军。

## 教练生涯
自山东鲁能退役后，基里亚科夫前往德国学习足球教练课程，并考取了证书。2006年，他在拉脱维亚开始了教练生涯，执教的第一家球队是迪顿。后来他还担任过奧廖爾主教练、俄羅斯21歲以下國家足球隊助理教练、俄羅斯17歲以下國家足球隊主教练。2016年，基里亚科夫带领圖拉兵工廠升上俄罗斯足球超级联赛，但一个赛季后球队就降级了，基里亚科夫被俱乐部解雇，赋闲在家。